# مجلس النواب الإسباني
مجلس النواب الإسباني أو كما يقال محليا مجلس النواب ((بالإسبانية: Congreso de los Diputados)‏; (بالبشكنشية: Diputatuen Kongresua)‏; (بالكتالونية: Congrés dels Diputats)‏; (بالغاليسية: Congreso dos Deputados)‏) هو مجلس النواب في البرلمان الإسباني (الكورتيس) السلطة التشريعية في إسبانيا. ويقع في قصر البرلمان (ساحة الكورتيس (بالإسبانية: Plaza de las Cortes)‏، مدريد).
يتكون المجلس من 350 عضوا تنتخبهم الدوائر الانتخابية (مطابقة لخمسين مقاطعة إسبانية و مدينتين مستقلتين) عن طريق التمثيل النسبي باستخدام طريقة هوندت. ويخدم أعضاء الكونغرس مدة أربع سنوات، و رئيس المجلس هو الناطق باسم المجلس وهو الذي يرأس المناقشات.
ويشكل أعضاء البرلمان في الكونغرس من الأحزاب السياسية أو مجاميع أحزاب من مجموعات برلمانية. وتشكيل تلك المجموعات يجب أن لا يقل عن 15 نائبا، ولكن يمكن تشكيل مجموعة من خمسة أعضاء فقط إذا حصل الحزب على 5٪ على الأقل من الأصوات في جميع أنحاء البلاد، أو 15٪ من الأصوات في الدوائر الانتخابية التي تنافسوا فيها. والنواب الذين ينتمون إلى الأحزاب لا يستطيعون إنشاء مجموعة برلمانية خاصة بهم من مجموعة مختلطة.

## الوضع الدستوري

### طبيعة المجلس

#### البنية

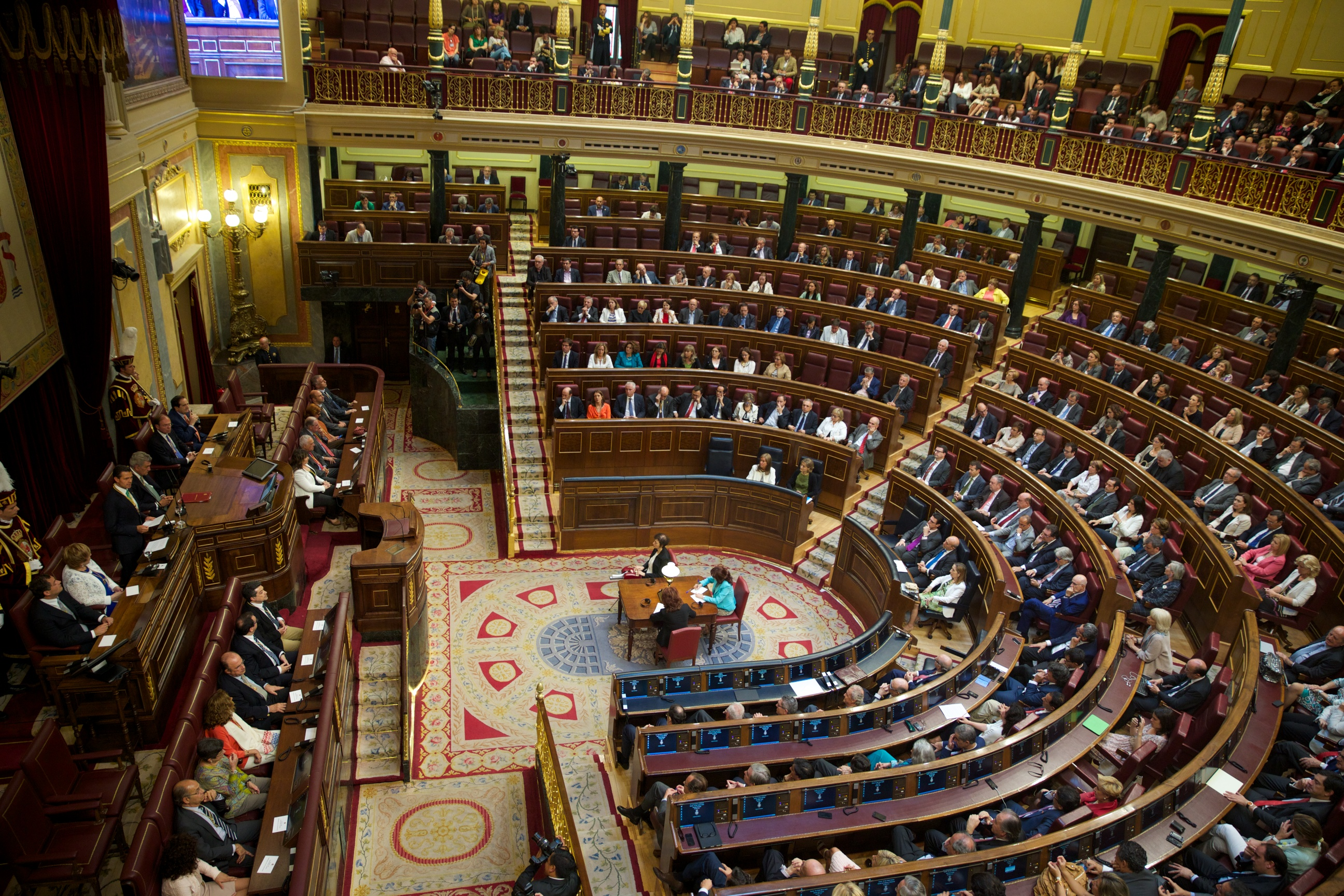
قاعة الجلسات

نص الدستور الإسباني في المادة 68.1 على أن مجلس النواب يجب أن يتكون من 300 نائبا على الأقل و 400 على الأكثر. وتحتوي الغرفة في الوقت الحالي على 350 نائبا حدده قانون تنظيم الانتخابات العام الذي تمت الموافقة عليه سنة 1985.

#### النظام الإنتخابي

توزيع النواب لكل دائرة انتخابية حسب الإنتخابات التشريعية 2016.

نص الدستور الإسباني على أن اختيار النواب يتم بالاقتراع العام الحر والمتساوي والمباشر والسري. وتعقد الانتخابات كل أربع سنوات أو قبل ذلك في حال إجراء إنتخابات مبكرة. ويتم انتخاب أعضاء الكونغرس خلال التمثيل النسبي بقوائم مغلقة في كل دائرة انتخابية مما يعني أنهم معينون من الأحزاب السياسية.
هناك 52 دائرة انتخابية متغيرة الحدود لمجلس النواب تنتمي ل50 مقاطعة إسبانية و المدينتين المتمتعتين بالحكم الذاتي (سبتة و مليلة). ووفقا لقانون الانتخابات الإسباني يتعيّن على كل مقاطعة انتخاب نائبين على الأقل. ويمكن للمدينتين المتمتعتين بالحكم الذاتي انتخاب واحد فقط لكل مدينة. وبهذه الطريقة يكون هناك 102 نائبا منتخبون بالفعل. ويخصص النواب الآخرون البالغ عددهم 248 نائبا بالتناسب طرديا مع عدد المواطنين. ويمكن أن يتغير هذا التوزيع قليلا في كل انتخابات حسب ما يحدده المرسوم الملكي الذي يدعو إلى إجراء الانتخابات. وبعد الانتخابات تحدد المقاعد في القوائم الانتخابية في كل دائرة انتخابية. وتستخدم طريقة هوندت هذا التوزيع في كل دائرة على حدة. مما يوزع المقاعد على الأحزاب بما يتناسب مع عدد الأصوات التي يتلقّاها كل عضو في الدائرة الانتخابية. ومن الطبيعي أن ينتج من هذا النظام أرقام كسور للمقاعد. فحلّت طريقة هوندت ذلك بطريقة تعطيها للأحزاب الأكبر. بالإضافة إلى وجود العتبة الإنتخابية وهي 3٪. أي أن الحزب السياسي يحتاج على الأقل إلى 3٪ من الأصوات الصحيحة المنضوية في دائرته الانتخابية بهدف نيل حصة من توزيع المقاعد.
نص القانون الأساسي لسنة 1985/5 الصادر في 19 يونيو على احتواء النظام الانتخابي العام على 3% حد أدنى من الأصوات الصالحة لمتطلبات الدائرة الانتخابية (ويحسب عدد الأصوات الفارغة من مجموع الأصوات أما بطاقات الاقتراع الساقطة لا تحسب) مع مراعاة توزيع المقاعد في تلك الدائرة. ولا يطبق البند الأخير إلا في المقاطعات التي تنتخب 24 نائبا على الأقل. لا يتحقق هذا الشرط في الوقت الحاضر إلا في مدريد و برشلونة.
وقد أُعيد تشكيل القانون الأساسي للنظام الانتخابي العام في مارس 2011 بحيث يتعين على الأحزاب التي ليس لها تمثيل بالكونغرس ولا بمجلس الشيوخ من جمع توقيعات لدعم ترشيح ممثليها في الانتخابات، ويحتاج إلى 0.1٪ من توقيعات الناخبين في السجل الانتخابي لكل دائرة. وكل مواطن لا يوقع إلا مرة واحدة عن كل ترشيح. ويحدد المجلس الانتخابي تفاصيل جمع التوقيعات.

#### الانتقادات
يعطي هذا النظام المقاطعات الأقل سكانا تمثيلا زائدا لأن سكانها أقل من المقاطعات الأخرى ولكن لا تزال تأخذ مقعدا واحدا عندما توزّع المقاعد توزيعا صارما بما يتناسب مع عدد سكان كل مقاطعة. وبالمثل فإن المقاطعات الأكثر اكتظاظا بالسكان تكون ممثلة تمثيلا ناقصا.
ويميل هذا النظام إلى تفضيل الأحزاب السياسية الكبرى. وعلى الرغم من استخدام نظام التمثيل النسبي فإن النظام الانتخابي لمجلس النواب يؤيد إنشاء نظام حكم الحزبين. ويرجع ذلك إلى أسباب مختلفة مثل:
- التفاوت الكبير في عدد سكان المقاطعات. وبالرغم من أن المقاطعات الصغيرة لها تمثيل زائد إلا أن عدد النواب المعينين لكل منها صغير ويذهب إلى الحزبين الرئيسيين.
- أما العتبة الانتخابية البالغة 3٪ فهي لا تعمل إلا في المقاطعات التي ينجح فيها أكثر من 30 نائبا أي مدريد وبرشلونة. أما في بقية الدوائر الانتخابية حيث توزيع المقاعد أقل، فإن الحاجز الحقيقي لدخول الكونجرس هو أكبر من ذي قبل. فعلى سبيل المثال: حاجز المقاطعات التي لديها 3 مقاعد هو 25٪ وليس 3٪.
- متوسط المقاعد لكل دائرة انتخابية هو الأدنى في أوروبا. وذلك بسبب أن المقاطعات تعامل على أنها دوائر انتخابية. وبالتالي فإن عدد الأصوات المفيدة كبير جدا، أي أن هناك عددا كبيرا من الأصوات التي لا يمكن أن تؤثر على نتيجة الإنتخابات لأنها صوتت لحزب لم ينل على تمثيل في الدائرة الانتخابية التي خرجت منها الأصوات.
- فضلت طريقة هوندت أكبر الأحزاب أكثر بالمقارنة مع الصيغ الانتخابية الأخرى مثل طريقة وبستر / سانت ليغو أو طريقة الباقي الأكبر. ومع ذلك فإن تأثير طريقة هوندت في الاستقطاب الثنائي للنظام الانتخابي محدودة.
- حجم مجلس النواب صغير نوعا ما، مما يكون لصالح الأحزاب الكبيرة والتوزيع غير المتكافئ.

#### فترة التمثيل
تنتهي الفترة التشريعية للنواب بعد أربع سنوات من انتخابهم أو عندما يحل البرلمان، ويمكن أن يكون مشتركا أو منفصلا مع حل مجلس الشيوخ. ويعود حق الحل إلى الملك الذي يمارسه بطلب من رئيس الحكومة بعد مداولات مجلس الوزراء ومسؤوليته وحده. ويحل مجلس النواب أيضا إذا كانت هناك هيئة تشريعية فاشلة أو بعد شهرين من عقد جلسة افتتاح فاشلة، وفي هذه الحالة يحل الملك مجلس النواب بدعم من رئيس الحكومة. ويتمتع النواب خلال فترة ولايتهم ببعض الضمانات والامتيازات من أجل تحمل مسؤولياتهم وفقا للمادة 97 من الدستور الإسباني.

### لجان البرلمان
للمجلس الحق في الاستقلال الذاتي بإصدار القرارات حسب ماأقر به الدستور لهم، وتنظمه بعض القواعد التي وضعها بنفسه سنة 1982 ويشكل الهيئات الحكومية المختلفة لتحمل المهام المنوطة بها.

#### عمل الهيئات
الهيئات العاملة في مجلس النواب هي الجمعية العامة أو المجلس ذاته واللجان والمجلس الدائم والمجموعات البرلمانية.
والجمعية العامة هي الهيئة المركزية لمجلس النواب التي تسمح للمجلس بممارسة مهامه. وهي مكان اجتماع جميع أعضاء البرلمان عندما يحضر نصف الأعضاء زائد واحد. وتمثل تلك الهيئة أعضاء المجلس وتعمل أوقات الجلسات العامة التي يمكن أن تكون عادية أو غير عادية.
تكون الجلسات العادية خلال فترتي انعقاد: من سبتمبر إلى ديسمبر ومن فبراير إلى يونيو. وهي تنعقد حسب جدول أعمال محدد. أما الجلسات الاستثنائية فتعقد بناء على طلب رئيس الحكومة أو المجلس أو الأغلبية المطلقة للبرلمان. وهذا النوع من الجلسات يتم عرض جدول أعمال معين وتنتهي عندما ينتهى مناقشة جميع البنود.
اما اللجان فهي هيئات العمل الأساسي للبرلمان. وهي تتألف من عدد متسق من النواب تبعا للأهمية العددية للمجموعات البرلمانية في الغرفة. وتصنف اللجان على النحو التالي: دائمة وغير دائمة، تشريعية وغير تشريعية. وتقوم اللجان التشريعية الدائمة بفحص المشاريع ومشاريع القوانين والحكم عليها. ويمكن لنواب المجلس اعطائهم سلطة تشريعية كاملة فيما يتعلق بمسألة ما، كي يتمكنوا من الموافقة أو رفض أي مشروع أو مشروع بقانون رفضا تاما. وتنص لوائح البرلمان على إنشاء 17 لجنة تشريعية دائمة. أما اللجان غير التشريعية الدائمة فتضطلع بمسؤوليات لا تتصل بالإصدار التشريعي. وتنص لوائح البرلمان على إنشاء ثلاث لجان غير تشريعية دائمة ويسمح نواب المجلس بإنشاء لجان أخرى بداية كل مجلس تشريعي. وتنشأ اللجان غير الدائمة لغرض محدد، ويحدد المجلس التشريعي مواضيعه ومدة انعقاده مسبقا.
المجلس الدائم: هو هيئة أنشئت لتكون لها سلطة تشريعية دائمة. وهي مسؤولة عن صون صلاحيات المجلس خارج فترات الإنعقاد: (يناير و يوليو وأغسطس) أو عندما تنتهي مدة عضوية النواب بسبب انتهاء الفترة التشريعية أو حله. وفي تلك الحالات الثلاث يمثل المجلس الدائم تمديدا مؤقتا للبرلمان. ويرأس المجلس الدائم رئيس البرلمان. ويتألف من عدد نسبي من النواب تبعا للأهمية العددية لمختلف المجموعات البرلمانية.
المجموعات البرلمانية: هي مجموعات من أعضاء الغرفة مرتبطين مع بعضهم البعض حسب الأيديولوجية. وتنص قواعد البرلمان أن تشكيل مجموعة برلمانية يحتاج إلى 15 نائبا على الأقل. ومع ذلك، فإنه بالإمكان إنشاء مجموعة تكون من 5 نواب على الأقل وحصلت على 15٪ فما فوق من مجموع أصوات الدائرة الانتخابية التي شغلوها أو 5٪ من مجموع أصوات البلاد. ويتم تشكيل المجموعات البرلمانية في بداية كل هيئة تشريعية. والنواب الذين لا يلتحقون بأي مجموعة برلمانية يشكلون مجموعة تسمى المجموعة المختلطة.